# Mon ami le petit manchot
Pour plus de détails, voir Fiche technique et Distribution.
Mon ami le petit manchot est un film d'aventures américano-brésilien réalisé par David Schürmann et sorti en 2024,.

## Synopsis
João, un pêcheur brésilien vivant à Ilha Grande, découvre un manchot de Magellan couvert de mazout échoué sur une plage, qu'il recueille et soigne. Après sa guérison, l'animal, surnommé DinDim, retourne chaque année rendre visite à João.

## Fiche technique
- Titre original : My Penguin Friend
- Réalisation : David Schürmann
- Scénario : Kristen Lazarian et Paulina Lagudi
- Musique : Fernando Velázquez
- Photographie : Anthony Dod Mantle
- Son :
- Montage : Teresa Font
- Décors : Mercedes Alfonsin
- Costumes :
- Production : Shaked Berenson, Patrick Ewald, Robin Jonas, Jonathan Lim, Nicolas Veinberg et Steven P. Wegner
  - Production déléguée : João Roni
- Société de production : City Hill Arts, Content Studios, Schürmann Filmes, Sur-Film et Ventre Studio
- Société de distribution : KMBO
- Pays de production :  Brésil et  États-Unis
- Langue originale : anglais
- Format :
- Genre : Aventures
- Durée : 97 minutes
- Dates de sortie :
  - France : 7 août 2024
  - Canada et États-Unis : 16 août 2024
  - Brésil : 12 septembre 2024

## Distribution
- Jean Reno : João
- Adriana Barraza : Maria
- Alexia Moyano : Adriana
- Rocío Hernández : Stephanie
- Nicolás Francella : Carlos
- Ravel Cabral : Paulo
- Pedro Caetano : Oscar jeune
- Amanda Magalhães : Maria jeune
- Thalma de Freitas : Calista